# Robert Dennis Hope
Robert Dennis Wayne Hope, más conocido como Robert Dennis Hope (Houston, Texas, 29 de octubre de 1968) es un atracador a mano armada estadounidense, actualmente sentenciado a cadena perpetua famoso por escapar de una de las cárceles de mayor seguridad de Estados Unidos.

## Antecedentes
Robert Dennis Hope nació en Houston en el seno de una familia de los suburbios de la zona. Con el dinero que tenía ahorrado compró una pistola a un contrabandista y se dispuso a ayudar a su familia. Atracó cinco tiendas hasta que le tendieron una emboscada en la última de ellas. Fue detenido y le obligaron a 80 años de cárcel a la temprana edad de 22 años.
Cuando le llevaban a la cárcel, oyó decir a los presos del interior de la cárcel gritar "¡Carne fresca, carne fresca!". Mientras estaba los policías seleccionaban su nueva celda, descubrió que se encontraba en una de las prisiones con mayor número de peleas del mundo.

## La fuga
Le asignaron el oficio de cocinero, y conoció a Harry Wayne, el cocinero jefe, y que había sido sentenciado a 50 años de cárcel por robar en diez tiendas. Robert pensó que era injusto que Harry tuviera 50 años por robar 10 estancos y él 80 años por robar cinco tiendas. Harry se dirigió a la biblioteca, donde buscó un libro que le ayudaría a retirar esos 80 años por lo menos hasta 40. Envió una carta a Austin pidiendo que le rebajaran la condena, pero se la denegaron.
Un día, mientras veía la televisión junto a unos presos, entró uno con una muleta, y entonces empezó una pelea entre todos los de la sala. Dennis se escondió en una esquina mientras veía como sacaban cuchillos y navajas y se las clavaban a los demás. Cuando llegaron los guardias, contaron tres muertos y diez heridos. Entonces Hope supo que debía huir si no quería morir ahí.
Planeó con Harry una huida a través de las dos vallas que protegían el recinto. En la primera harían un agujero en los alambres y la otra la saltarían. El problema era que el espacio entre las dos vallas (de unos cinco metros) estaba iluminado y protegido por dos torres de vigilancia. La segunda valla la saltarían, pero debían de tener cuidado con las cuchillas que estaban en la punta de la cárcel, por lo que decidieron ponerse unas mantas para que no se las clavaran.
Mientras fregaba, oyó a dos policías alertar de una fuga. Eran tres hombres que se escaparon a través del descampado de 8 kilómetros que rodeaba la zona. La policía llegó en media hora antes de que huyeran. Entonces, Robert tuvo una idea.
Se reunió con Harry y le propuso que deberían entrenarse corriendo para así llegar en media hora hasta fuera del perímetro de los 8 km. Mientras, Harry se reunió con un hombre que era mecánico, y le prestó unos alicates. Robert los empleó para cortar el primer alambre de la valla. Cuando ya lo hizo, se entrenó al máximo. Iban a huir dentro de poco. Harry y Dennis estuvieron toda una semana haciendo carreras y footing para correr lo más rápido posible fuera de la prisión.
En 1994, se escaparon. Corrieron por el perímetro, tras haber traspasado y saltado las dos vallas, y se dirigían por la estepa rumbo a la libertad. Los guardias salían tras ellos pero no le alcanzaron. Era de noche y nada se veía. En menos de media hora, pasaron a la carretera cerca de la cárcel y no se les vio.

## La persecución
Se encontró un año después escondido cerca de la zona, ya que él tenía un mapa. Al parecer, cerca de la capilla de la cárcel, se cayó un folleto que mostraba un mapa de la zona, así que sabían a donde iban. La policía los detuvo y les sentenció a 15 años más de cárcel a Harry Wayne y cadena perpetua a Robert Dennis Hope.

## Breakout
La serie del canal de televisión National Geographic Breakout que relata los escapes de los criminales más importantes de Estados Unidos, dedicó un episodio a esta huida, que tituló "Correr hacia la libertad" (en inglés "The running man").